# Собко, Михаил Андреевич
Михаил Иванович Собко — советский хозяйственный деятель, Герой Социалистического Труда.

## Биография
Родился в 1924 году в селе Хрущёвка. Член КПСС.
Участник Великой Отечественной войны: сапер 51-й гвардейской стрелковой дивизии 23-го гвардейского стрелкового корпуса, сапёр 59-го отдельного гвардейского стрелкового батальона
В 1947—1984 гг. — механизатор Золотоношской машинно-тракторной станции, звеньевой механизированного звена колхоза «Перемога» Золотоношского района Черкасской области Украинской ССР.
Указом Президиума Верховного Совета СССР от 10 февраля 1975 года присвоено звание Героя Социалистического Труда с вручением ордена Ленина и золотой медали «Серп и Молот».
С 1986 года — персональный пенсионер союзного значения.
Умер после 1986 года в Золотоношском районе Черкасской области Украины.

## Награды и звания
- Герой Социалистического Труда (14.02.1975)
- Орден Ленина (14.02.1975)
- Орден Отечественной войны II степени (11.03.1945, 06.04.1985)
- Орден Трудового Красного Знамени (14.12.1972)
- Орден Славы III степени (01.12.1944)